# Shinshō-ji
Shinshō-ji (津照寺) est le 25e temple du pèlerinage de Shikoku. Il est situé au cap Muroto sur la municipalité de Muroto, préfecture de Kōchi, au Japon. 
On y accède depuis le temple 24, Hotsumisaki-ji, après une marche d'environ 6,5 km au bord de la mer.
Kūkai a fondé ce temple en 807. Il y a sculpté la statue de Enmei Jizō Bosatsu.
En 2015, le Shinshō-ji est désigné Japan Heritage avec les 87 autres temples du pèlerinage de Shikoku.